# Dejan Vukomanović
Dejan Vukomanović (in serbo Дејан Вукомановић?; Tuzla, 31 ottobre 1990) è un calciatore bosniaco naturalizzato serbo, centrocampista svincolato.